# Antoine Glaser
 (décembre 2014).
Si vous disposez d'ouvrages ou d'articles de référence ou si vous connaissez des sites web de qualité traitant du thème abordé ici, merci de compléter l'article en donnant les références utiles à sa vérifiabilité et en les liant à la section « Notes et références ».
Antoine Glaser est un journaliste et écrivain français né en 1947.

## Biographie
Antoine Glaser est le fondateur et rédacteur en chef durant 26 ans de La Lettre du Continent, lettre confidentielle bimensuelle consacrée à l'Afrique, et ancien directeur de la rédaction d'Africa Intelligence. En septembre 2010, il cède la rédaction en chef de La Lettre du Continent au journaliste Frédéric Lejeal, diplômé d'études africaines, spécialiste du Burkina Faso, qui reste à ce poste jusqu'en 2019.
Il est également l'auteur de plusieurs ouvrages sur l'Afrique.
Il intervient en tant que spécialiste de la « Françafrique » dans des émissions telles que C dans l'air et est fréquemment interviewé ou cité par de nombreux médias internationaux. Antoine Glaser est membre du collectif Victor Noir.

## Ouvrages
- Ces Messieurs Afrique : Le Paris-village du continent noir avec Stephen Smith, Calmann-Lévy, 238 pages, 1994,  (ISBN 978-2702121092).
- L'Afrique sans Africains, le rêve blanc du continent noir avec Stephen Smith, Stock, 298 pages, 1995,  (ISBN 978-2234100855).
- Ces Messieurs Afrique 2 : Des réseaux aux lobbies avec Stephen Smith, Calmann-Lévy, 288 pages, 1997,  (ISBN 978-2702127216).
- Comment la France a perdu l'Afrique avec Stephen Smith, Calmann-Lévy, 278 pages, 2014,  (ISBN 978-2818504123).
- Sarko en Afrique avec Stephen Smith, Plon, 2008,  (ISBN 978-2259208963).
- Africafrance, Fayard, 232 pages, 2014  (ISBN 978-2213677309), Pluriel, 2017  (ISBN 978-2818505366).
- Arrogant comme un Français en Afrique, Fayard, 192 pages, 2016, Pluriel, 2018  (ISBN 978-2818505717).
- Nos chers espions en Afrique (avec Thomas Hofnung), Fayard, 240 pages, 2018  (ISBN 978-2213705095).
- Le Piège africain de Macron, Fayard, 272 pages, 2021  (ISBN 978-2213713175).
- Sombre lagume, Fayard, 2025[2]